# SOMPOケア
SOMPOケア株式会社（ソンポケア）は、東京都品川区に本社を置く介護サービスを運営する企業で、SOMPOホールディングスの子会社である。

## 沿革
- 1997年5月 - 株式会社メッセージ設立。岡山県岡山市にグループホーム1棟目を開設。
- 1999年11月 - 介護用品販売・食事宅配部門をライフメッセージ株式会社へ営業譲渡。
- 2000年8月 - 介護付きホーム事業を開始し、広島県福山市に1棟目を開設。
- 2002年10月 - 居宅介護支援事業に進出。
- 2003年2月 - 子会社として株式会社シーケーフーヅ（現・SOMPOケアフーズ株式会社）を設立。
- 2004年
  - 4月 - 株式を店頭公開（現在のJASDAQ）。
  - 10月1日 - ライフメッセージ株式会社の株式を取得し子会社化[1]。
- 2005年
  - 2月1日 - 株式会社介護システム研究所の株式を取得し子会社化[2]。
  - 7月1日 - 積水ハウス株式会社との共同出資による合弁会社として積和サポートシステム株式会社を設立[3]。
- 2006年10月 - 株式会社セットアップの株式を取得し関連会社化。
- 2007年3月 - 高齢者専用賃貸住宅（=サービス付高齢者向け住宅）事業を開始し、大阪府吹田市に1棟目を開設。
- 2008年8月1日 - 積和サポートシステム株式会社の株式をの一部を積水ハウス株式会社から取得し、子会社化する[4]。
- 2012年1月20日 - 株式会社ジャパンケアサービスグループに対する株式公開買付けを行い、同年3月8日付で連結子会社化する[5]。その後、株式会社ジャパンケアサービスグループの子会社である株式会社ジャパンケアサービスから介護付有料老人ホーム3施設の運営を吸収分割により承継する。
- 2013年
  - 4月1日 - 当社孫会社の株式会社ジャパンケアサービスが当社子会社の株式会社ジャパンケアサービスグループを吸収合併。これにより、株式会社ジャパンケアサービスが当社の完全子会社となる[6]。
  - 7月1日 -
    - 株式会社セットアップの株式を取得し子会社化[7]。
    - 子会社として株式会社JICCを設立。
- 2014年5月1日 - 株式会社ジャパンケアサービスから移管され、当社が運営する介護付有料老人ホーム1施設を会社分割によりリゾートトラスト株式会社の子会社であるトラストガーデン株式会社へ承継[8]。
- 2015年
  - 2月 - 「在宅老人ホーム」を開始。
  - 3月9日 - 損保ジャパン日本興亜ホールディングス株式会社（現・SOMPOホールディングス株式会社）と資本・業務提携契約を締結[9]。
  - 12月21日 - 損保ジャパン日本興亜ホールディングス株式会社（現・SOMPOホールディングス株式会社）が株式公開買付けを実施[10]。
- 2016年
  - 1月26日 - 前述の株式公開買付けの結果、創業者の資産管理会社などから34.79%の株式を取得し、当社の筆頭株主及び損保ジャパン日本興亜ホールディングス株式会社のその他の関係会社となる[11]。
  - 3月1日 - 損保ジャパン日本興亜ホールディングス株式会社（現・SOMPOホールディングス株式会社）が2回目の株式公開買付けを実施。91.13%の株式を取得し、当社の親会社となる（2015年12月1日に同社が子会社化したSOMPOケアネクスト株式会社と同じグループとなる）[12]。その後も上場は継続。
  - 5月13日 - 積和サポートシステム株式会社の積水ハウス株式会社保有分の全株式を取得して完全子会社化し、シルバーケア&サポートシステム株式会社に商号変更する[13]。
  - 7月1日 - SOMPOケアメッセージ株式会社へ商号変更[14]。同時に、事業所名称を「アミーユ」から「SOMPOケア そんぽの家」に変更[15]。
  - 11月1日 - 子会社のシルバーケア&サポートシステム株式会社を吸収合併[16]。
- 2017年
  - 1月16日 - ジャスダック上場廃止。株式売渡請求により同年1月19日付でSOMPOホールディングス株式会社の完全子会社となる[17]。
  - 7月1日 - グループ会社のSOMPOケアネクスト株式会社との一体運営に伴い、本社を岡山県岡山市から東京都品川区に移転。移転に伴い、旧本社はシェアードサービスセンターとなる[18]。
  - 12月 - 株式会社JICCを吸収合併。
- 2018年
  - 2月14日 - グループ会社のSOMPOケアネクスト株式会社と共同で統合ウェブサイトを開設。開設に伴い、当社ホームページ並びに「そんぽの家」サイト、「ジック」サイト、子会社の株式会社ジャパンケアサービスと株式会社プランニングケアのホームページが統合ウェブサイトへ集約される[19]。
  - 4月1日 - SOMPOケア株式会社へ商号変更。併せて、東日本・東京・首都圏・西日本の4つの本部に分けた地域本部制を導入[20]。
  - 7月1日 - グループ内の介護事業会社の再編に伴い、子会社の株式会社ジャパンケアサービスとその子会社（当社孫会社）の株式会社プランニングケア、グループ会社のSOMPOケアネクスト株式会社を吸収合併[20]。この合併に伴い、株式会社ジャパンケアサービスの子会社（当社孫会社）だった中央区佃高齢者介護福祉サービス株式会社が当社子会社となる。
- 2019年1月1日 - グループ内の組織再編に伴い、子会社のライフメッセージ株式会社を吸収合併[21]。
- 2020年
  - 1月1日 - 新ブランドスローガン「介護の未来を変えてゆく」を制定[22]。
  - 4月1日 - 介護事業運営法人並びに新規参入を検討している法人向けに運営に関するコンサルティングやサポート（ワンストップサービス）を提供するソリューションサービス「ビジネスプロセスサポート」を開始[23]。
  - 12月1日 - 東京建物株式会社から東京建物シニアライフサポート株式会社の全株式を取得して完全子会社化[24]。同時にSOMPOケアシニアライフサポート株式会社へ社名変更[25]。
- 2021年3月1日 - 子会社のSOMPOケアシニアライフサポート株式会社を吸収合併[26]。同社が運営していた施設（サービス付き高齢者住宅「グレイプス」、介護付きホーム「サンスーシ」、住宅型有料老人ホーム「アドニスプラザ」など）の運営を引き継ぐ。
- 2022年
  - 4月1日 -
    - 株式会社ネクサスケアの全株式を取得して完全子会社化[27]。
    - ホームブランドが再編され、介護付きホームの「グレイプスウィズ」・「サンスーシ」計4ヶ所を新ブランドの「ラヴィーレグラン」1ヶ所及び「ラヴィーレ」1ヶ所・「そんぽの家」2ヶ所に、サービス付き高齢者向け住宅「グレイプス」3ヶ所を新ブランドの「ラヴィーレレジデンス」へそれぞれ変更され、同時にサービス付き高齢者向け住宅に付随する在宅介護事業所3拠点7ヶ所の名称も変更[28]。

  - 10月1日 - 株式会社ツクイに事業運営を委託していた神奈川県の「グレイプス」2ヶ所を直営化し、ブランド名を「ラヴィーレレジデンス」へ変更[29]。
- 2023年
  - 2月1日 - 株式会社やさしい手に事業運営を委託していた埼玉県の「グレイプス」1ヶ所を直営化し、ブランド名を「そんぽの家S」へ変更[30]。
  - 4月1日 - 株式会社ツクイに事業運営を委託していた神奈川県と東京都の「グレイプス」2ヶ所を直営化し、神奈川県内の施設はブランド名を「ラヴィーレレジデンス」へ変更[31]。
  - 5月1日 - 伊田テクノス株式会社から株式会社みなけあ新座の全株式を取得して完全子会社化[32]。
  - 7月3日 - 中国電力株式会社から株式会社エネルギア介護サービスの全株式を取得して完全子会社化[33]。同時にSOMPOケア平和公園株式会社に社名変更され、「エネルギアケア平和公園」を「ラヴィーレ平和公園」に名称変更するなど事象所名称も変更される[34]。
  - 8月1日 - 子会社の株式会社みなけあ新座を吸収合併。同時に、直営化した「みなけあ新座」を「そんぽの家S新座」に名称変更するなど事業所名称も変更される[35]。
  - 9月1日 - 子会社のSOMPOケア平和公園株式会社を吸収合併。同時に、直営化した居宅介護支援と訪問介護の名称が変更される[36]。
  - 10月1日 -
    - 子会社の株式会社ネクサスケアを吸収合併。同社が運営していた有料老人ホーム「ネクサスコート」と在宅介護サービス「ネクサスケア」の運営を引き継ぐ[37]。
    - 株式会社やさしい手に事業運営を委託していた東京都の「グレイプスガーデン」1ヶ所を直営化し、ブランド名を「そんぽの家S」へ変更。また、東京都の「グレイプスJ」1ヶ所が特定施設入居者生活介護の指定を受けたことに伴い、ブランド名を「ラヴィーレ」へ変更[38]。
- 2024年
  - 2月1日 - 株式会社ネクサスケアから引き継いだ施設（介護付きホーム・住宅型有料老人ホーム）16ヶ所と在宅介護事業所25ヶ所の名称を一斉変更し、「ネクサスコート」は事業形態により「ラヴィーレレジデンス」・「ラヴィーレ」・「そんぽの家」の3ブランドへ移行された[39]。
  - 4月1日 - 株式会社ツクイに事業運営を委託していた神奈川県の「グレイプス」2ヶ所を直営化し、ブランド名を「ラヴィーレレジデンス」と「そんぽの家S」へ変更[40]。

## 子会社
- SOMPOケアフーズ株式会社
  - 高齢者施設や在宅介護を中心としたフードサービス事業。2019年1月1日付で株式会社シーケーフーヅから社名変更。
- 中央区佃高齢者介護福祉サービス株式会社
  - 複合型介護施設「相生の里」の運営。
- 株式会社セットアップ
  - 介護施設向けコンピューター機器・ソフトウェア販売、メンテナンスサポート事業。

## 不祥事
入居者に対する虐待および不祥事について（株式会社メッセージ時代）
2014年11月から12月にかけ、神奈川県川崎市幸区の「Sアミーユ川崎幸町」で高齢者3人が建物のベランダの柵を越えて転落死していたことが明らかとなった。それを受けて2015年9月16日、川崎市および厚生労働省は「Sアミーユ川崎幸町」に立ち入り検査を行った。